# 大兴街道 (宁蒗县)
大兴镇，是中华人民共和国云南省丽江市宁蒗彝族自治县下辖的一个乡镇级行政单位。
2021年3月18日，撤销大兴镇，设立大兴街道和紫玛街道。

## 行政区划
大兴镇下辖以下地区：
大兴社区、干河子社区、大村街社区、万格社区、河滨社区、拉都河村、黄板坪村。